# Josep Maria López-Picó
Josep Maria López-Picó (Barcelona, 14 d'octubre de 1886 - Barcelona, 18 de maig de 1959) fou un poeta i editor català.

## Biografia
Josep Maria López-Picó va néixer al carrer de les Jonqueres, Barcelona, fill de Manuel López Martínez, de Barcelona, i de la seva esposa Dolors Picó Reig, natural també de Barcelona.
Es llicencià en lletres a la Universitat de Barcelona, i fou funcionari de la Diputació de Barcelona i secretari perpetu de la Societat Econòmica d'Amics del País. Molt amic de Josep Carner i mestre de Carles Riba, fundà, amb Joaquim Folguera i Poal, La Revista i la col·lecció «Publicacions de La Revista», i així mateix col·laborà amb Un enemic del poble. El 1933 ingressà a l'Institut d'Estudis Catalans i el 1948 a l'Acadèmia de Bones Lletres. Un dels seus poemes serví a José Ortega y Gasset per a formular la teoria de la metàfora. Rebé influència d'Ausiàs March i dels simbolistes francesos, els seus temes preferits eren el déu personal i tutelar, l'amor, la llar i la casolaneria, l'amistat, la pàtria sense abrandaments i l'ètica ideal de l'home. Després de la Guerra Civil Espanyola es deixà influir per Paul Claudel i la seva poesia fou més apologètica i teològica. Quant a la prosa, és molt influïda per Eugeni d'Ors, aplega notes, articles i epistolaris.
Va morir l'any 1959 i està enterrat, juntament amb la seva esposa, al cementiri de Vallirana.

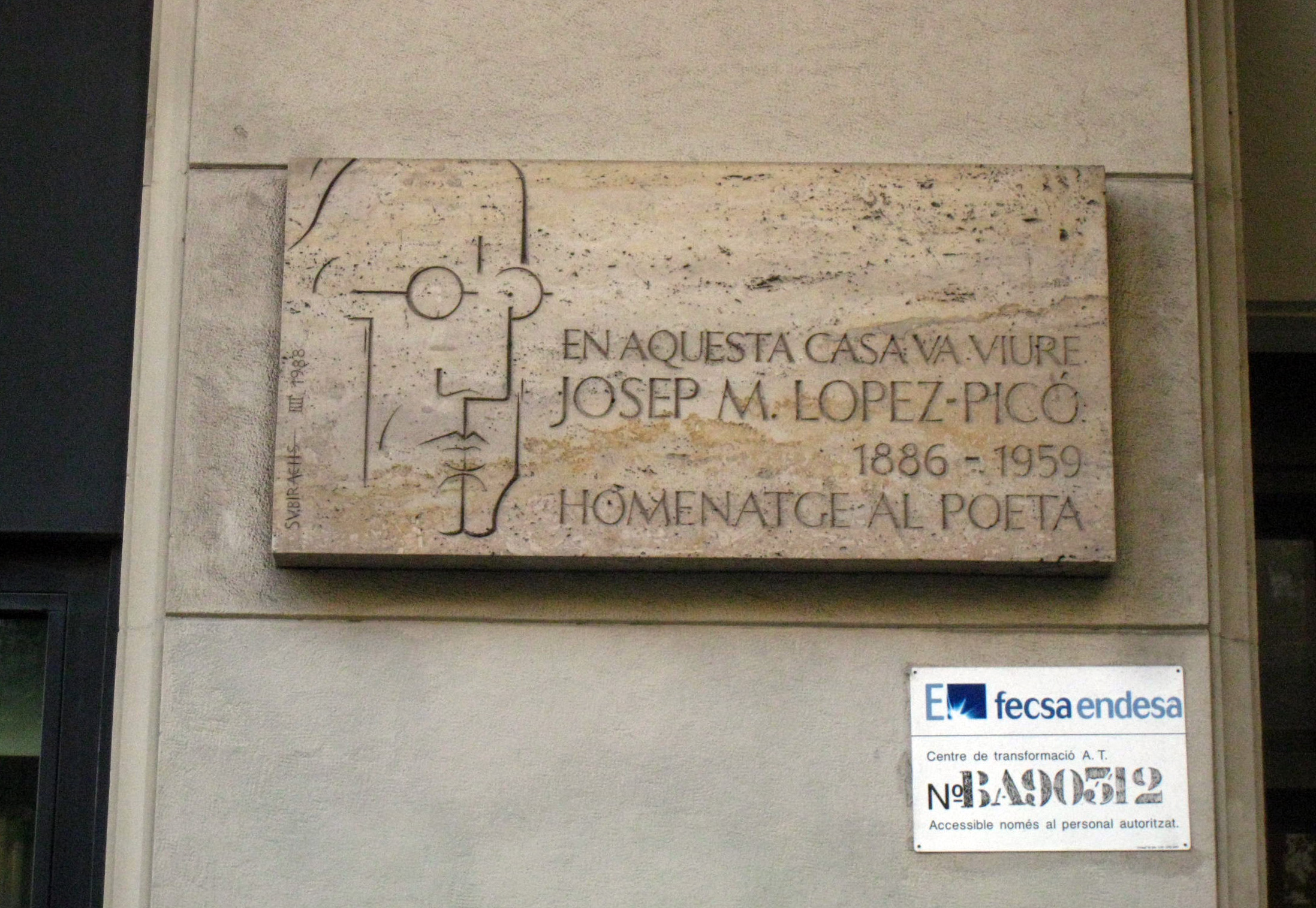
Retrat de López-Picó per Subirachs a la placa commemorativa situada a l'edifici on va viure el poeta, a la rambla de Catalunya núm. 121 de Barcelona

## Obres

### Poesia
- Intermezzo galant (1910)
- Turment-frument (1910)
- Poemes del port (1911)
- Amor, senyor (1912)
- Epigramata (1915)
- L'ofrena (1915)
- Cants i al·legories (1917)
- El meu pare i jo (1920)
- Septenari de maig (1921)
- Popularitat (1922)
- La nova ofrena (1922)
- Elegia (1925)
- Invocació secular (1926)
- Epitalami (1931)
- Epigrama barceloní de maig (poema presentat als Jocs Florals de Barcelona de 1933)[3]
- Museu: O.P. XXVIII (1934)
- Variacions líriques (1935)
- Epifania (1936)
- Poblet (premi de l'Englantina d'or als Jocs Florals de Barcelona de 1936)
- Via Crucis (1947)
- Maria Assumpta (1947)
- Job (1948)
- Oda a Roma (1950)
- El mirall de Déu (1951)

### Prosa
- Moralitats i pretextos (1917)
- L'home del qual es parla (1922)
- A mig aire del temps (1933)
- Lleures del pensament (1935)
- Dietari 1929-1959 (Ed. de Joan de Déu Domènech. Barcelona: Curial-PAM, 1999)